# Am Yisrael Chai

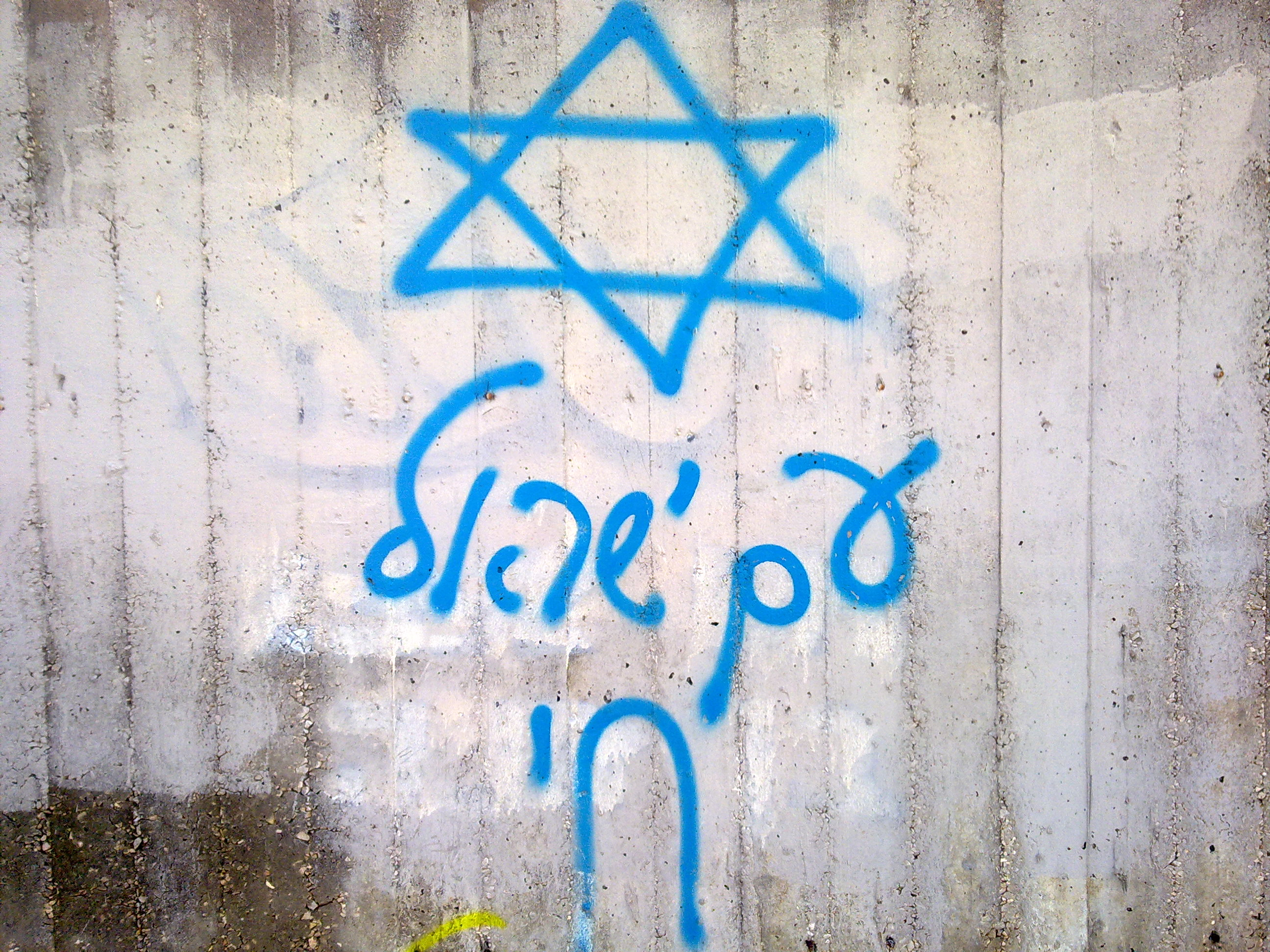
Graffiti i Tel Aviv med texten Am Yisrael Chai.

Am Yisrael Chai (hebreiska: עַם יִשְׂרָאֵל חַי, svenska: Leve Israels folk) är en judisk folksång och ett vanligt uttryck för judisk eller israelisk nationalism.